# 손목 밴드

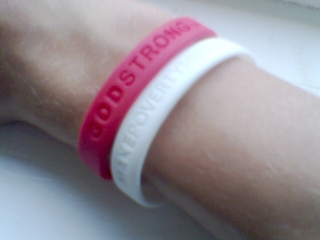
손목 밴드

손목 밴드는 테니스나 야구 등 스포츠 할 때 손목에 끼는 도구이자 패션으로 착용하는 장신구이다. 팔찌의 일종이다.

## 스포츠
스포츠의 손목 밴드는 테니스 선수가 경기 중에 땀이 손에 흘러 손이 미끄러지는 것을 방지하기 위해 만들어진 것이다. 또한 이마의 땀을 닦는 데 사용되는 경우도 있기 때문에 대부분 면으로 만들어진다.

## 프로젝트
손목 밴드를 이용한 프로젝트가 많이 행해지고 있다. 목적은 다양하다. 수익금의 일부를 사회 문제 등의 해결을 위한 기부금으로 하는 것도 있지만, 모든 밴드가 기부를 수반하는 것은 아니다. 특정 사회 문제 등에 대한 관심과 문제 의식을 높일 목적으로 한 것도 있다. 이것은 손목 밴드를 통해 다양한 사람들, 특히 사회 문제에 대한 인식이 부족한 젊은층에 이러한 문제에 대해 생각해달라고 하는 것을 목적으로 하고 있다. 이런 종류의 팔찌의 유행을 촉발된 프로젝트로는 리브스트롱이 유명하다.

## 같이 보기
- 팔찌
- 스마트워치